# Crest Animation Studios
Crest Animation Studios Ltd.（旧Crest Communications）（BSE: 526785）はインドのアニメーションスタジオ。2007年からは9月3日からPBS Kidsで放送開始の番組「ワード・ワールド (WordWorld)」制作に加わる。   

## 概略
1990年にシャム・ラジャ・ラマンナによってクレストコミュニケーションズの名前で設立され、1995年に初めて公開された。2000年、『王様と私』失敗後、 米国リッチアニメーションスタジオを買収。2001年には、500人以上の従業員がいた。しかし、3年間の損失があり、その間に110人の従業員以外は全員解雇。2004年に利益を出し、さらに260人のアニメーターを雇い、2004年10月に現在の名前に改名。前CEOはA.K.Madhavan。2010年に、同社は2Dと3Dの両方をあつかう アルファ・アンド・オメガと呼ばれるアニメ映画をライオンズゲートと共同で設立。 
Cartoon Network社の多くの漫画の吹き替えを行っているため、吹き替えスタジオも備える。また、ポケモンアニメシリーズの最初の4シーズンをヒンディー語に吹き替えも担当。英語の吹き替え版を基にした、カートゥーンネットワーク用の独自のヒンディー語吹き替え版を担当。

## 参照資料
1. ↑  Seno, Alexandra A.; Mitton, Roger (2001年4月27日). “Toy Story Too?”. Asiaweek.com 2006年12月5日閲覧。
2. ↑  Sadhwani. “WEEKEND DEATH FOR INDIA’S LARGEST ANIMATION FIRM”.   Mumbai Mirror. 2015年7月7日閲覧。
3. ↑  Lakshman, Nandini (2004年11月27日). “This isn't child's play”. rediff.com 2006年12月5日閲覧。